# Marianna Pečírková

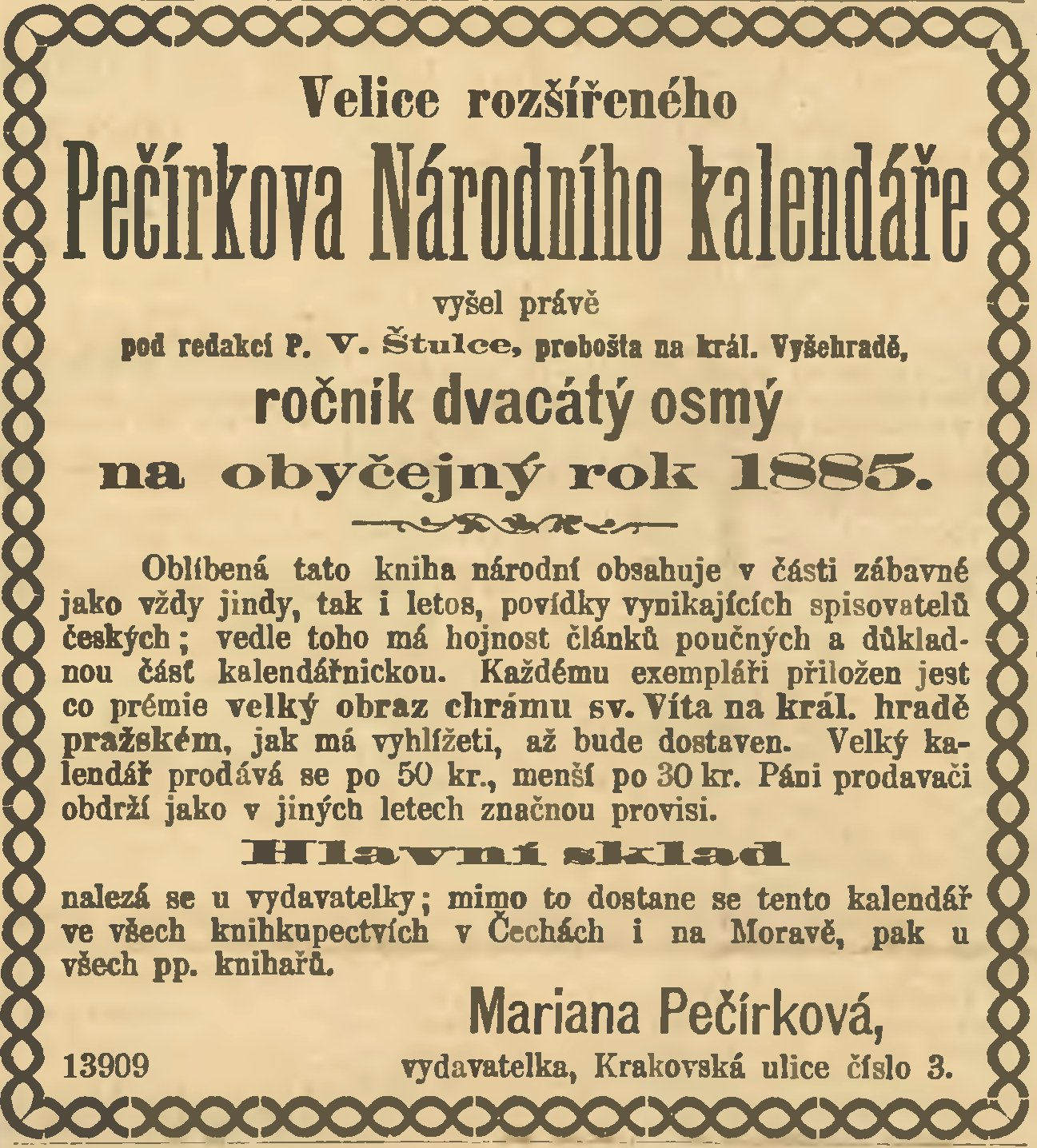
Inzerát v Národních listech, propagující Pečírkův Národní kalendář na rok 1885

Marianna Pečírková, rozená Mikšová (23. listopadu 1838 Jičín — 24. července 1904 Praha), byla česká nakladatelka. Po smrti svého manžela Josefa Pečírky v roce 1870 pokračovala do konce života ve vydávání jím založeného Pečírkova Národního kalendáře. Příležitostně rovněž publikovala nová vydání manželových prací.

## Život
Narodila se s příjmením Mikšová 23. listopadu 1838 v Jičíně v rodině soudního úředníka Čeňka Mikeše. S rodiči se stěhovala nejprve do Chebu, poté do Jindřichova Hradce. Tam se v šestnácti letech provdala za gymnaziálního profesora MUDr. Josefa Pečírku a po jeho propuštění ze školství s ním odjela do Prahy.
Josef Pečírka byl ve své době populární autor a překladatel řady spisů pro široké vrstvy. V roce 1857 založil Národní kalendář, který zprvu vydával u Jaroslava Pospíšila, od roku 1865 pak vlastním nákladem pod názvem Pečírkův Národní kalendář. Dílo si získalo velkou oblibu čtenářů. Po manželově smrti v roce 1870 pokračovala Marianna Pečírková ve vydávání. Redaktorem byl zprvu Karel Jaromír Erben, po něm Václav Štulc a po jeho smrti převzala řízení redakce sama. Do kalendáře pod jejím vedením přispívali známí spisovatelé (např. Václav Vlček, Josef Ehrenberger, Hynek Suchomel) i spisovatelky (např. Sofie Podlipská nebo Albína Dvořáková-Mráčková). Podobně jako její manžel, i Pečírková se vydáváním tohoto kalendáře snažila o kulturní povznesení českého lidu. Oblibu si dílo získalo nejen doma, ale i mezi americkými Čechy.
Publikovala rovněž starší populární práce svého manžela (např. 3. vydání Úplného dobytčího lékaře z r. 1874).
Zemřela 24. července 1904 v Praze, pohřbena byla o dva dny později na Olšanských hřbitovech. Ve vydávání kalendáře pak pokračovali dědicové pod vedením Jaroslava Červenky, pražského gymnaziálního profesora a synovce zemřelé.

## Rodina
- Manžel MUDr. Josef Pečírka (1818-1870) byl lékař, středoškolský profesor, ale především spisovatel a překladatel populární lidové četby.[13]
- Syn Ferdinand Pečírka (1859-1922) byl lékař, profesor dermatologie a venerologie na pražské univerzitě. Založil a řadu let vedl český spolek pro komorní hudbu.[14] Jeho syn Jaromír Pečírka mladší (1891-1966) byl historikem umění.[15]
- Syn Jaromír Pečírka (1864-1933) byl vojenský lékař[16] v rakousko-uherské i československé armádě, nakonec v hodnosti generála. Věnoval se rovněž lyžování, alpinismu a entomologii.[17] Jeho syn Ivan Pečírka (1895-1931) byl rovněž lékař. Pracoval jako první asistent chirurgické kliniky, ve volném čase se věnoval lyžování a horolezectví.[18][19]
- Zeť Otakar Hejnic (1851-1925), manžel dcery Čeňky,[16] byl středoškolský profesor v Kutné Hoře a regionální archivář.[20]